# اویین
اویین (به انگلیسی: Huisne) رودخانهای است که در فرانسه جریان دارد.